# Johan Peter Lewenhagen
Johan Peter Lewenhagen, född 1 januari 1770, död 31 januari 1832 i Norrköpings Sankt Olai församling, Östergötlands län, var en svensk skådespelare och teaterdirektör. Han var ledare för sitt eget teatersällskap 1799–1812/15.

## Biografi
Lewenhagen noterades 1788–1789 som skådespelare i Gemenasiska Sällskapet i Comediehuset i Göteborg tillsammans med sin första hustru, men övergick 1789 till Seuerlingske Comoedie-Trupp, varifrån de ska ha kommit. 1793 blev han ledare för Carl Gottfried Seuerlings sällskap, men tvingades sluta hösten 1795. Han hotades med indraget tillstånd sedan han under pausnumren på Egges teater i Norrköping spelat Marseljäsen samt tonsatt en rojalistisk sång med denna melodi, varför han och pjäsförfattaren, en fattig präst, förvisades från staden, och vid Seuerlings död 1795 tog Margareta Seuerling över som truppens direktör.
29 december 1795 debuterade han (utan att få sitt namn avslöjat) som Moritz Frisenhjelm i Den besynnerlige på Munkbroteatern i Stockholm, där han räknades som en av de större talangerna. Bland hans roller nämns Allbrand i Redlighetens seger öfver förtalet, Etterbom i Brodertvisten och Gripman i Bröllopsgåfvan.
Då Munkbroteatern stängdes 1799 bildade han ett eget sällskap, som är välkänt i teaterhistorien.[källa behövs] I januari 1801 överlät teaterdirektören Andreas Widerberg sitt kungliga teaterprivilegium på arrende till Lewenhagen, Johan Peter Strömberg och A. O. Hofflund som gällde för Göteborg och alla rikets städer utom Stockholm. Detta mot villkor att de ombesörjde alla omkostnader, bevillingar och avgifter vid pjäsernas uppförande. Deras gemensamma trupp började redan uppföra pjäser och danser från november år 1800 i Norrköping då arrendekontraktet redan skrivits på den månaden. Slutet av februari 1801 meddelade Lewenhagen att deras samarbete upphörde och att han själv fortsatt skulle gå vidare med sitt sällskap. Detta skedde fortsatt i Norrköping från 1 mars. 1802 uppträdde han på Comediehuset i Göteborg med Gustav Åbergsson, Vincent Fredriksson och Ambrosiani och Bautain från Kungliga baletten. Sällskapet var det andra som uppträdde i den första permanenta teaterlokalen vid Grynbodgatan 3 i Malmö, invigd 1801. Lewenhagen räknas som den sista teaterdirektören som lät uppföra s.k. harlekinader, som var mycket populära under 1700-talet men som försvann under följande sekel. Han överlät sedan sitt teatersällskap på Fredrik Wilhelm Ståhlberg. Under sina landsortsturnéer 1801–1812 kallade sig truppen även "Skånska Provinsens Dramatiska Ledamöter".
1812 anställdes han vid Dramaten som sufflör och 1814 som skådespelare. Han avslutade scenkarriären 1817 och blev bryggare i Malmö, Nyköping och 1823 i Norrköping, men redan den 12 oktober 1816 började han som traktör och förestod restaurationen i Malmös nya Teater- och Värdshusbyggnad, invigd 1809, vid Gustav Adolfs torg. 

### Privatliv
Lewenhagen var först gift med skådespelaren Maria Helena Qvarnström som avled i Jönköping 1794, andra gången med skådespelaren Maria Kristina Björling, vilken var född 1775 och avled 30 augusti 1811, och tredje gången från 1813 med Anna Elisa Furchtnicht. Han var fosterfar till Inga Norbeck.

## Tiden som teaterdirektör 1799–1812 (påbörjad lista)
| År          | Teaterort  | Spelperiod | Antal pjäser           | Föreställningar |
| ----------- | ---------- | --- | ---------------------- | --- |
| 1799        | Karlskrona | Maj |                        | 8/5: "Schach-Machinen eller Konstmakaren den andra", lustspel i 4 akter, fritt översatt av Mårten Altén. (Teaterföreståndaren Lewenhagen kom till Karlskrona från Stockholm med aktören Hedin). 18/5: "Den försonande Fadren", drama i 3 akter. Därefter "Enklingen eller alt har en öfwergång". (Inkomsten överlämnades till fru Zaar och hennes tre små barn). 27/5: "Högtiden eller glada Folcket", divertissement i 2 akter med sång och solodans som avslutas med en ballett. (Spelades till firande av drottningens namnsdag). |
| 1800        | Norrköping | 9 november-28 dec. (gemensamtruppen under Lewenhagen, Strömberg och Hofflund)                                          | 15                     | 9/11: "Den förförda Flickan", drama i 3 akter av Didrik Gabriel Björn. Därefter "Efter bokstafwen eller Den enlewerade Älskaren", komedi i 1 akt av Mårten Altén. 13/11: "Papegojan eller Älska Far och Fosterland", drama i 3 akter av Didrik Gabriel Björn. Därefter Madame Louise Bruniolli, före detta mamsell Tua, med olika ekvilibrister och lindansning. 16/11: "Ostindiefararen eller Dygdens belöning", drama i 3 akter av Didrik Gabriel Björn. Därefter Madame Bruniolli med tidigare osedda ekvilibrister samt lindansning. 20/11: (Recett för Louise Bruniolli) "Det oförnuftiga Försöket", komedi av Didrik Gabriel Björn. Därefter Fru Bruniolli med ekvilibrister samt förändrade lindansnummer. 28/11: "Den besynnerlige eller Den uprättade Oskulden", moraliskt lustspel i 3 akter av Didrik Gabriel Björn. Därefter för andra gången" Den enleverade Älskaren", lustspel i 1 akt. 30/11: "Swen och Maija eller Kärleken på landsbygden" lyrisk komedi i 2 akter av Carl Magnus Envallsson. Därefter fru Bruniolli för sista gången på ekvilibrister och lindansning. 4/12: "Den enlewerade Fästmön", komedi i 3 akter. Därefter dansas en Pas de Deux jämte 2 solon. 7/12: "Den besynnerlige eller Den uprättade Oskulden", moraliskt lustspel i 3 akter av Didrik Gabriel Björn. Därefter "Den bedragne Adwocat-Fiscalen", lustspel i 1 akt. 11/12: "Den missbrukade Tacksamheten", komedi i 3 akter av Mårten Altén. Därefter "Den bedragne Adwocat-Fiscalen", lustspel i 1 akt. 18/12: "Negerslafwarne", dramatiserad historiemålning i 3 akter blandad med dans och sång. 21/12: "Negerslafwarne", dramatiserad historiemålning i 3 akter blandad med dans och sång. 26/12: "Hwem är hon eller Den förfölgda Dygden", komedi i 3 akter av Mårten Altén. Därefter en pantomim med dans där Hr Wendlow första gången visar sig i en solodans och en Pas des Deux. 28/12: "Den Lands-Förwiste eller Fattigdomen och den Ädla Stoltheten", drama i 3 akter. Därefter "Arlequin och Tunnbindaren", komisk pantomimballett i 1 akt. |
| 1801        | Norrköping | 1 jan-19 feb. (gemensamtruppen under Lewenhagen, Strömberg och Hofflund) 1 mars-29 mars (P. J. Lewenhagens egen trupp) | 23                     | 1/1: "Michael Wingler, eller bättre wara Brödlös än Rådlös", komedi i 3 akter. Mamsell Bieurling (Björling) spelar som amatörskådespelare grevinnans roll. Därefter avbrännes ett mekaniskt luftfyrverkeri med flera varianter och dessutom visas en transparant med staden Norrköpings vapen och en lämplig inskription. 4/1: "De okände, eller Werldsförakt och Ånger", drama i 5 akter av Didrik Gabriel Björn. Därefter visas en kosackdans där hr. Wendlou första gången debuterar i ett solo och en Pas des Deux. 9/1: (Recett för Jonas Wernström) "Den missbrukade tacksamheten", komedi i 3 akter av Mårten Altén. Därefter Comiska Balletten, "La Marchand de Mode". 11/1: "Kapten Pouff" eller "Storprataren", komedi i 1 akt (av Olof Kexél). Därefter komedin "In Promtu" och därefter pantomimen "Modkrämerskorna", ballett i 1 akt. 18/1: "Arlequin, kejsare i Månen", komedi i 3 akter med dans. Därefter "In Promtu" lustspel i 1 akt. 22/1: (Recett för Anna S. Hofflund) "Den falska blygseln", drama i 3 akter. Därefter en Furie Ballette där Orfeus söker finna Eurudice. En pantomim och dans av Furierna illustrerar deras glädje när han finner henne. Det hela avslutas med en pantomimballett av Chancelucier. 25/1: "Den förfölgda Oskulden", drama i 5 akter av Mårten Altén. 29/1: "Fjäsken eller Den beställsamme", komedi i 3 akter av svenskt original. Därefter "Alequin och Columbina" Comique Pantomime Balett i 1 akt av Louis Joseph Marie Deland. 4/2: (Recett för fru Lewenhagen) "Fidelle och Constant, eller Kärlekens Tempel", divertissement med dans. Därefter "Klosteroffren", drama i 5 akter av Jaques Marie Boutet de Monvel, översatt av hovkvartersmästare Algrén. 8/2: "Fidelle och Constant, eller Kärlekens Tempel", divertissement med dans. Därefter "Hwem är hon eller Den förfölgda Dygden", komedi i 3 akter av Mårten Altén. 15/2: "Swen och Maija eller Kärleken på landsbygden" lyrisk komedi i 2 akter av Carl Magnus Envallsson. Aktrisen mamsell Eklund från Stockholm debuterar i Majas roll. Därefter den efterfrågade Furiebaletten. 19/2: (Recett för Fru Strömberg) "August och Ferdinand, eller Dygden, Wänskapen och Kärleken", drama i 5 akter i svenskt original. Ny dekor av dekorationsmålaren Schelin. Därefter "Arlequin Trollkarl", komisk pantomimbalett i 1 akt där blixtsnabba förvandlingar sker till tre olika personer av samma person. (Här upphör samarbetet mellan Lewenhagen, Strömberg och A. O. Hofflund, och Lewenhagen satsar vidare med egen trupp i staden). 1/3: "Den första april" eller "Den narrade narren", komedi i 5 akter av Mårten Altén. Därefter "Kapten Pouff" eller "Storprataren", komedi i 1 akt (av Olof Kexél) Hr Edwall debuterar i rollen som Kapten Pouff. 8/3: "Den Döende Fadren, eller Den genom underbara syner ändtligen omwända Sonen", skådespel i 3 akter med många påkostade dekorationer. Därefter "Adwocat-Fiscalen", komedi i 1 akt. 15/3: "Den strandade Columbina, eller Den döda och den Lefwande Arlequin", operakomedi i 3 akter med påkostad dekor. Därefter "Den enleverade Älskaren", lustspel i 1 akt. 19/3: (Recett för hr. Pettersson) "Slaget wid Hogland, eller Minnet af den 17:e Julii 1788", divertissement med sång i 1 akt med många dekorationer. Därefter "Den enleverade Fästmön", komedi i 3 akter, översättning av Mårten Altén. 22/3: "Den Döende Fadren, eller Den genom underbara syner ändtligen omwända Sonen", skådespel i 3 akter med många påkostade dekorationer. Därefter "Ballett af Bondfolk", imiterad efter Dalkarlsbaletten. 25/3: "Den Otrogne Swartsjuke", lustspel i 3 akter, imiterat efter Barthélemy Imbert. Därefter på allmän begäran "Ballett af Bondfolk", imiterad efter Dalkarlsbaletten. 29/3: På allmän begäran "Den Otrogne Swartsjuke", lustspel i 3 akter. Därefter "Högtiden eller Det glada folket", divertissement i 2 akter med sång och dans. Uppfördes i Stockholm på Comiska Theatern 1797 när kungaparet gifte sig. |
| 1801        | Visby      | Avslutad oktober |                        | |
| 1801        | Karlskrona | 11 okt- 27dec. | 41                     | 11/10: "Överlöparen" eller "Dygdens och Ädelmodets seger", drama i 5 akter av Louis-Sébastien Mercier, översättning av Didrik Gabriel Björn. Därefter "Stråtrövarna", Pantomimbalett i 1 akt. 15/10: "Den otrogne svartsjuke", lustspel i 3 akter med slutkupletter. Imiterat efter Imbert. Därefter "In Promtu", komedi i 1 akt, övers. Mårten Altén. 18/10: "Barberaren i Sevilla" eller "Den fruktlösa Waksamheten", komedi i 4 akter av Pierre Caron de Beumarchais. Översättning Didrik Gabriel Björn. Därefter "Herdalyckan", pantomimbalett i 1 akt. 22/10: "Den förfölgda oskulden", drama i 5 akter. Svenskt original av Mårten Altén. 25/10: "Den enleverade fästmön" eller "Den tjenstaktige Rivalen", komedi i 3 akter, fri översättning av Mårten Altén. Därefter "Qwinnorne och förtroendet", komedi i 1 akt blandat med sång.Imitation av franska pjäsen "Les Femmes & Le secret" av Monsieur François-Antoine Quétant. 29/10: "Abbé de l'Epee" eller "den Döfwe och Dumbe", moraliskt skådespel i 5 akter av Jean-Nicolas Bouilly, översättning. Därefter "Don Nicco och Lesbina", Intermede i 1 akt. Ord och musik av Carl Stenborg. 3/11: "Schasch-Machinen" eller "Konstmakaren den andre", lustspel i 4 akter av Heinrich Beck i fri översättning av Mårten Altén. Därefter "Advokat-Fiscalen", komedi i 1 akt, översättning av Lars Hjortsberg. 5/11: "Fendricken" eller "Den falska misstankan", komedi i 3 akter av Friedrich Ludwig Schröder. Därefter "Gamla Krusenberg och Dummer Jöns", lustspel i 1 akt. 8/11: "Negerslavarne", dramatiserad historiemålning i 3 akter med dans och sång av August von Kotzebue. Övers. av Gabriel Eurén. 15/11: "Konstmakaren den förste", komedi i 3 akter av August von Kotzebue. Övers. Gabriel Eurén. Sedan "Stråtrövarna", pantomimbalett i 1 akt. (begärd igen av publiken). 19/11: "Juden", komedi i 5 akter av Richard Cumberland. fri översättning av Carl Lindegren. 22/11: "Klosteroffren", drama i 4 akter av Jaques Marie Boutet de Monvel. Översättning av Johan Samuel Ahlgren. Därefter "Mode-krämerskorne", pantomimbalett i 1 akt. 26/11: (Recett för Möller) "De okände" eller "Werldsförakt och Ånger", drama i 5 akter av August von Kotzebue, övers. av Didrik Gabriel Björn. Därefter "Den bedragne patern" eller "Munchen och Halmkärfwen", komisk pantomimbalett i 1 akt. 29/11: "Den första april" eller "Den narrade Kort, Kork & Lackfabrikören" ", komedi i 5 akter av Mårten Altén. Därefter "De båda Hattarne", lustspel i 1 akt. Översättn. Mårten Altén. 3/12: "Den Marienburgska flickan" eller "Czaar Peter den I:e och Chatarina", furstlig familje-målning i 5 akter av Franz Kratter (1758-1830). 6/12 "Kusin i Lissabon" eller "Den okände slägtingen", drama i 3 akter av Schröder. Fri översättning av Mårten Altén. Därefter "Skeppsbrottet" eller Arvingarne", lustspel i 2 akter. Översättning av Mårten Altén. 10/12: (Recett för fru Edwald) "Överlöparen" eller "Dygdens och Ädelmodets seger", drama i 5 akter av Louis-Sébastien Mercier, översättning av Didrik Gabriel Björn. Därefter "Landtnöjena", pantomimbalett i 1 akt. 13/12: "Den Marienburgska flickan" eller "Czaar Peter den I:e och Chatarina", furstlig familje-målning i 5 akter av Franz Kratter (1758-1830). 15/12: "Abbé de l'Epee" eller "den Döfwe och Dumbe", moraliskt skådespel i 5 akter, översättning. Därefter "Biljetten" eller "Lottsedeln", lustspel i 1 akt av Jean-Pierre Claris de Florian. (Välgörenhetsföreställning.) 17/12: "Eugenie" eller "Den dygdiga brottslingen", drama i 5 akter av Louis-Sébastien Mercier. Därefter "Den enleverade älskaren", lustspel i 1 akt av Mårten Altén. 20/12: "Den långa philosophen" eller "Den ostadiga lyckan", komedi i 5 akter. Översättning. Därefter "Modekrämerskorne", pantomimbalett i 1 akt. 26/12: "Konstmakaren den tredje och de fyra förmyndarne", lustspel i 3 akter efter "Mistres Gentliere" och Schröder av Altén. Därefter "Hämnden", lustspel i 1 akt efter ett dramatiskt ordspråk av Louis Carrogis Carmontelle. 27/12: "Den landsförviste" eller "Den ädla stoltheten", drama i 3 akter av August von Kotzebue. Översättning av Mårten Altén. Därefter "Misstaget" eller "Gamla fröken", komedi i 1 akt av Mårten Altén. |
| 1802        | Karlskrona | 14 mars -16 maj | 36                     | 14/3: Den besynnerlige" eller "Den upprättade oskulden", moraliskt lustspel i 3 akter av August von Kotzebue, övers. av Didrik Gabriel Björn. Därefter "Orphee och Eurudice", Furie-balett i 1 akt. 18/3: "Tand-Doktorn", fars i 3 akter blandad med sång. Därefter ""Misstaget" eller "Gamla fröken", lustspel i 1 akt. 21/3: "Förlikningen" eller "Broderstvisten", drama i 5 akter av August von Kotzebue. Översättning av Gabriel Eurén. 25/3: "Redlighetens seger öfwer Förtalet", drama i 5 akter av August von Kotzebue. Översättning av Gabriel Eurén. 28/3: "Hwem är hon?" eller "Den förfölgda dygden", komedi i 3 akter, efter Edward Moore av Mårten Altén. Därefter "Frimuraren" eller "Segren öfwer fördomen", moraliskt lustspel i 1 akt av Mårten Altén. 1/4: ""Tand-Doktorn", fars i 3 akter blandad med sång. Därefter "Det försonade hatet", drama i 1 akt av Carl Magnus Envallsson. 4/4: "Czaar Peter den store" eller "Strelizzerne", skådespel i 4 akter. 8/4: "De ädelmodige bönderne" eller " Dygden tillhör alla stånd", skådespel med sång i 2 akter av Carl Magnus Envallsson, efter "Les trois Fermiers" av Jaques Marie Boutet de Monvel. (Ämnet är taget efter en sann händelse). Därefter "Den enleverade fästman", Lustspel i 1 akt. Översättning av Mårten Altén. 11/4: "Juden", komedi i 5 akter av Richard Cumberland. fri översättning av Carl Lindegren. Därefter "Landtnöjena", pantomimbalett i 1 akt. 13/4: (Recett för mademoiselle Nordeman) "Den falska blygseln", drama i 4 akter av August von Kotzebue. Översättning av Gabriel Eurén. Därefter "De båda hattarna", lustspel i 1 akt.Översättning av Mårten Altén. 16/4: "Cabale och kärlek", sorgespel i 5 akter av Schiller. Fri översättning. Därefter "Kapitain Pouff", lustspel i 1 akt. 18/4: "Fjäsken" eller "Den beställsamme", komedi i 3 akter, fri översättning av landshövding Elis Schröderheim, originalet av "L'officieux" är Marquis de la Salle. Därefter "Modekrämerskorne", pantomimbalett i 1 akt. Musiken spelas av stor orkester med amatörer. (Välgörenhetstillställning för Frimurar-barnhus-inrättningen). 27/4: "Kronofogdarne" eller "Slotter-ölet", lyrisk komedi i 3 akter av Carl Magnus Envallsson. Därefter "Hemgiften" eller "De hundrade Riksdalerne", lustspel i 1 akt, översättning från franskan. 29/4: "Det unga paret från landsorterne", komedi i 4 akter, översättning av Mårten Altén. Därefter "Fogelburen", pantomimbalett i 2 akter. 2/5: "Den dygdige ynglingen" eller "Oskuldens seger", drama i 3 akter av Didrik Gabriel Björn.Originalet är "L'orpheline" av Pigault-Lebrun. Därefter "Kärlekens tempel", monolog med dans i 1 akt. 6/5: "Greven av Olsbach" eller Den beprövade dygden",drama i 5 akter. Fri översättning av Didrik Gabriel Björn. 9/5: "Det unga paret från landsorterne", komedi i 4 akter, översättning av Mårten Altén. Därefter "Bankrotten" eller "Redlighetens belöning, Brottslingens straff", drama i 2 akter, imitation från danskan. 12/5: "Den missbrukade tacksamheten", komedi i 3 akter. Därefter "Gamla fröken", lustspel i 1 akt. Båda översatta av Mårten Altén. (Välgörenhetstillst. för stadens fattiga). 15/5: "Marquis Tulipano" eller "Det oförmodade giftermålet", Opera Buffa i 3 akter. Därefter "Kapitain Pouff" eller "Storprataren", lustspel i 1 akt. 16/5: "Konstmakaren den Andre" eller "Schack-Maschinen", lustspel i 4 akter av Heinrich Beck, övers. av Mårten Altén. Därefter "Qvinnorne och Förtoendet", Opera-komik i 1 akt. |
| 1805        | Malmö      | 24 maj-21 juni, 13 sept-15 dec.                                                                                        | 31                     | 24 maj (öppningsdatum för teatern): "Grefwarne af Klingsberg", komedi i 4 akter av August Kotzebue. Översättning av Carl Wildner. Därefter Crispinerne eller De twå lika bröderne", Opera Comique i 1 akt av skådespelaren Spetz (nyligen tillknuten truppen och som spelade Crispin). 26 maj: "Ida af Kirchberg eller Frid ger sällhet, grafwen lugn", drama i 5 akter av assessor Enevold de Falsen. Ämnet taget av La Fontaines "Ida von Tockenburg". Översättning. 29 maj: "General Eldhjelm", komedi i 3 akter, original av Carl Johan Lindegren. Därefter "Diedrich von Menchensträck, eller Den bedragne Juden", lustspel i 1 akt. Översättning av Carl Wildner. 31 maj: "Krukan hämtar så länge watten att hon till slut går sönder", lustspel i 3 akter av Jünger; översättning. Därefter "Diedrich von Menchensträck, eller Den bedragne Juden", lustspel i 1 akt. 2 juni: "Grefwen af Castelli", drama i 3 akter med ballett, översättning från franskan. Därefter "Misstaget eller Den gamla fröken", lustspel i 1 akt, översättning av Mårten Altéen. 5 juni: "Det misslyckade men lyckade rendez vouet, eller En rik flicka har rätt att välja; den fattiga får vara nöjd med hwad himlen beskär henne", lustspel i 3 akter, översättning. Därefter "Quid pro quo eller den blinde och döfwe", lustspel i 1 akt. Översättning av Mårten Altéen. 7 juni: "Försoning och lugn eller andra delen af Werldsförakt och Ånger", drama i 5 akter av greve Julius von Soden. Översättning av Carl Wildner. 10 juni: "Den lefwande döde", komedi i 3 akter, översättning. 12 juni: (Recett för Mamsell Liwin. Stor sannolikhet Eva Regina Livin som sedan gifte sig med Carl Wildner i truppen) "Hwad skall folket säga? eller Dygd och Oskuld, segra till slut", drama i 5 akter av Enevold de Falsen, översättning. Ämnet tagit från Florian och dens "Nouvelle Anglois". 20 juni: "Försoning och Lugn eller andra delen af Werldsförakt och Ånger", drama i 5 akter av greve Julius von Soden. Översättning av Carl Wildner. 21 juni: "Susanna i Babylon", drama i 5 akter av kyrkoherden Wallenberg på vers. Därefter "De Två Krispinerne", Opera Buffa i 1 akt. Översättning av Spetz. Musiken av Ålström. Det avslutas med en avskedsepilog, svit av Krispinerne, original skriven av Spetz blandad med sång. (Därefter skulle sällskapet åka till Helsingborg för att där spela under brunnsperioden över sommaren för att sedan återvända till Malmö). --------------------------------------------------------------------------------------------- 13 september (teatern öppnas för höstsäsongen): "Den lefwande döde", lustspel i 3 akter. Därefter "Hemligheten", komisk opera i 1 akt. 15 september: "Fendricken eller Den Falska Misstankan", drama i 3 akter av Schröder. Därefter "Crispinerne", Opera Buffa i 1 akt. 6 december: (Recett för Spetz) "Älskaren, författare och Dräng", komedi i 1 akt. Därefter "Jocrisse", komedi i 2 akter. 15 december: "Helmfelt eller den återfundne Sonen", drama i 5 akter. Original. |
| 1806        | Göteborg   | 20 jan - 6 juni |                        | 29/5: "Njugg spar och Fan tar" eller "Åldrarnes Dårskaper", Opera Comique i 2 akter av Carl Magnus Enwallsson, musik av Johan David Zander. Därefter "Den missbrukade tacksamheten" eller "Så blifwa Wälgärningar lönta", komedi i 3 akter, övers. av Mårten Altén. |
| 1806        | Malmö      | 31 aug. -28 sept. | 10                     | 31/8: "Tanddoktorn", Opera Comique i 3 akter av major Carl Gustaf Nordforss. 5/9: "Natur och skyldighet", drama i 5 akter av Benoit Pelletier-Bolmeranges. Översättning. Baserat på en verklig händelse på en fransk ö i Amerika 1780. Därefter "Mode-krämerskorne", komisk pantomim i 1 akt med dans. 7/9: "Lille Matrosen", komedi i 1 akt med sång. Musiken av Pierre Geveaux. Pjäsen hade samma längd som en 3-akterspjäs. Därefter "Ja och Nej", komedi i 1 akt. 9/9: "Elakt lynne", komedi i 4 akter av Kotzebue.Översättning. Därefter "Hemligheten", Opera Comique i 1 akt med full orkester. 10/9: "Förmyndaren" eller "Den misskände människowännen", drama i 5 akter. (Välgörenhetstillställning för brandoffren i Uddevalla). 23/9: (Recett för Karl Gustav Bonuvier) "Den svartsjuke Neapolitanaren", drama i 3 akter av Gustav III. Därefter "De bägge Qwäkarne", pantomim i 1 akt. I mellanakt musik av Pierre Rode med Johan Gabriel Svanberg på violin. |
| 1806        | Norrköping | 12 nov - 30 dec. | 32                     | 12/11: "Öfwerlöparen" eller "Dygdens och Ädelmodets seger", drama i 5 akter av Louis-Sébastien Mercier, översättning av Didrik Gabriel Björn. 14/11: "Siri Brahe och Johan Gyllenstjerna", drama i 3 akter av Gustav III. 16/11: "Schack-Maschinen", lustspel i 4 akter av Heinrich Beck i fri översättning av Mårten Altén. Därefter ett Dansdivertissement av teaterns elever. 19/11: "Banditerne", drama i 5 akter, översättning av Carl Wildner av en fransk översatt version "Robert, Chef de Brigandes" av La Martellière (Jean Henri Ferdinand Schwindenhammer) som byggde på Friedrich Schillers original "Die Räuber". 21/11: "Juliana von Lindoract", drama i 5 akter av Carlo Gozzi, övers. Andreas Widerberg. Därefter "Hemligheten", Opera Comique i 1 akt m. musik av Jean-Pierre Solié 23/11: "Lille Matrosen", komedi i 1 akt med sång. Musiken av Pierre Geveaux. Därefter "Den missbrukade tacksamheten" eller "Så blifwa wälgerningar belönta", lustspel i 3 akter, översättning av Mårten Altén. 26/11: "Ida af Kirchberg" eller "Frid ger sällhet, Grafven lugn", drama i 5 akter av assessor Falsen. Ämnet tagit av La Fontaines "Ida von Tockenburg". Översättning. 28/11: "Kabal och Kärlek", drama i 5 akter av Friedrich Schiller, översättning. 30/11: "Tanddoktorn", Opera Comique i 3 akter av major Carl Gustaf Nordforss. Därefter "Jocrisses äkta förening med Mamsell Ursula" eller "Hopsmörjelsen", Epilog i 1 akt med sång och dans, av skådespelaren Spetz. 3/12: "Det misslyckade, men lyckliga Rendezvouet" eller "En rik flicka har rätt att välja, den fattiga får vara nöjd med hwad himlen består henne", lustspel i 3 akter av Jünger. Översatt. Därefter "Den obetänksamme" eller "Den narrade Abbén", lustspel i 1 akt, övers. Didrik Gabriel Björn. 5/12: "Kopparslagaren", Opera Comique i 2 akter av Carl Envallsson. Musiken av Zander. Därefter "Modekrämerskorna", pantomim i 1 akt med dans. 7/12: "Camilla" eller "Det underjordiska hwalfwet", skådespel med sång i 3 akter av Benoît-Joseph Marsollier. Översättning av Carl Envallsson. Musik av Riddaren D'Aleyrac. Dedikerad till fruntimerna. Utförs med fullstämmig orkester. 8/12: (Recett för Fredrik Wilhelm Ståhlberg) "Sido-Arfwingen" eller "For-wagnen i Joigny", komedi i 5 akter, översatt från franskan. Därefter "Qvi, Pro, Qvo" eller "Den Döfwe och den Blinde", lustspel i 1 akt. Översättning av Mårten Altén. Mellan pjäserna spelar Johan Gabriel Svanberg en violinkonsert av Rodolphe Kreutzer med full orkester. 10/12: "Grefwarne Klingsberg", komedi i 4 akter av Presidenten August von Kotzebue. Övers. av truppens skådespelare Carl Wildner. 12/12: "Den fjolliga dagen" eller "Figaros Bröllopp", komedi i 5 akter av Pierre Caron de Beumarchais. Övers. Didrik Gabriel Björn. 14/12: "Försoning och Lugn" eller "Andra delen af verldsförakt och ånger", drama i 5 akter av Greve von Soden, dedikerad till Presidenten August von Kotzebue. Översättning av Carl Wildner. 15/12: (Recett för Carl Wildner) "Banditerne", drama i 5 akter. 17/12: ""Helmfeldt" eller "Den återfundne sonen", drama i 5 akter, svenskt original av en hög författare (Gustav III). Tilldrar sig under Karl X med scenen förlagd vid fältmarskalk Helmfeldts gods nära Helsingborg. Därefter "Crespinerne", Opera Buffa i 1 akt, övers. av skådespelaren Spetz, musiken av Olof Åhlström & Pierre Joseph Lambert. 19/12: "Cora" eller "Solens Prestinna", drama i 5 akter av August von Kotzebue. Översättning av Gabriel Eurén. 21/12: "Spaniorerne i Peru" eller "Nolas död", svit till pjäsen "Cora" i 5 akter av Kotzebue. Översättning av Gabriel Eurén. 22/12: "Siri Brahe och Johan Gyllenstjerna", drama i 3 akter av Gustav III. Därefter "De bägge Qwäkarne", pantomim i 1 akt med dans. (Dessa på publik begäran) 27/12: "Camilla" eller "Det underjordiska hwalfwet", skådespel med sång i 3 akter av Benoît-Joseph Marsollier. Översättning av Carl Envallsson. Musik av Riddaren D'Aleyrac. Dedikerad till fruntimerna. (Detta på publik begäran) 28/12: "Twå mäns hustru", drama i 3 akter med balett. Övers. av Carl Wildner. Därefter "Didrich Menschenschreck" eller "Den wid näsan dragne juden", lustspel i 1 akt. Översättning. 30/12: "Claudine" eller "Skoputsaren", skådespel med sång i 1 akt av Antonio Bartolomeo Bruni. Musiken av Bruni, övers. av Carl Lindegren. Därefter "Fendricken" eller "Den falska misstankan", drama i 3 akter av Schröder. Översättning av J. E. Broman. (Första pjäsen på publikens begäran). |
| 1807        | Norrköping | 2 Jan. - 26 feb. | 22                     | 2/1: (Recett för Carl Johan Hjelmstedt) "Förmyndaren" eller "Den kända menniskowännen", drama i 5 akter av August Wilhelm Iffland. Sedan "Hemligheten", Opera Comique i 1 akt. 4/1: "Coelina" eller "Det hemlighetsfulla barnet", drama i 3 akter med dans. Översättning. Därefter "De twå Qwäkarne", komisk pantomim i 1 akt. 7/1: "Brott af Ärelystnad", drama i 5 akter, övers. av Carl Wildner. 9/1: "Wexeln" eller "Man blir intet alltid gift för Kontanter", komedi i 4 akter av Jünger, övers. Carl Wildner. Därefter "Lucile", Opera Comique i 1 akt med fullstämmig orkester. 11/1: "Njugg spar och Fan tar" eller "Åldrarnes Dårskaper", Opera Comique i 2 akter av Carl Magnus Enwaldsson, musik av Johan David Zander. Därefter "Qvi, Pro, Qvo" eller "Den Döfwe och den Blinde", lustspel i 1 akt. Översättning av Mårten Altén. 12/1: (Recett för herr Spetz) "Oscar", tragedi i 5 akter. Därefter "Jocrisse", komedi i 2 akter. 14/1: "Den svartsjuke Neapolitanaren", drama i 3 akter av Gustav III. 16/1: "Lucile", Opera Comique i 1 akt. Därefter "Den redlige wännen". 18/1: "Redlighetens seger öfwer förtalet", drama i 3 akter. 19/1: (Recett för fru Bergqvist) "Cabal och Kärlek", drama i 5 akter. Översättning. Därefter "Les deux billets, Comedie e un Act par Florian" (Denna framfördes på franska). 21/1: "Brölloppsgåvan" eller "Den sällsamma broderkärleken", drama i 5 akter, övers. av Andreas Widerberg. Sedan "Hemligheten", Opera Comique i 1 akt. Därefter ett Dansdivertessement med teaterns elever och dansösen mamsell Charlotta Sandberg, senare g. Bjurström, kommen från Kungliga Operan efter avslutat kontrakt, är första gången i truppen och även första gången i en landsortsteater. 25/1: "Den lille Matrosen", komedi i 1 akt med sång och musik av Pierre Gaveaux. Därefter "Äktenskapsskillnaden", moraliskt lustspel i 2 akter av de Moustier, översatt. Solodans av mamsell Charlotta Sandberg mellan pjäserna. 26/1: "Natur och Skyldighet", drama i 5 akter av Benoit Pelletier-Volméranges (1756-1824), övers. Carl Wildner. |
| 1807        | Göteborg   | februari-11 maj |                        | 26/2: "Charlatanerne", komedi i 3 akter. Därefter "De obudne Gesterne" eller "Canonikus i Majland", lustspel i 1 akt. 27/2: (Recett för fru Maria Kristina Lewenhagen) "De tyska Småstads-Boarne". Fars i 4 akter av Kotzebue, översättning. Därefter "Claudine" eller "Skoputsaren", komedi i 1 akt med sång, översättning av Carl Johan Lindegren. 15/4: "Coelina" eller "Det hemlighetsfulla barnet", drama i 3 akter med dans, översättning. 8 & 11 maj: "Corsfararne", drama i 5 akter av Kotzebue., översatt av Mårten Altén. Var truppens kostsammaste uppsättning. |
| 1808        | Norrköping | januari-april, och nov. - 8 dec.                                                                                       |                        | 31/1: "Azemia" eller "Wildarne", skådespel med sång i 3 akter, även balett, översättning av Carl Envallsson. Musiken av Riddaren D'Aleyrac. Därefter "Älskaren, Författare och Dräng", komedi i 1 akt. 3/2: "Spelaren" eller "Spel och Upprättelse", drama i 5 akter av August Wilhelm Iffland, översättning av skådespelaren J. E. Broland. 5/2: "Eugenie" eller "Den dygdige brottslingen", drama i 5 akter av Pierre Augustin Caron de Beumarchais, översättning. Därefter "Skärgårds-Flickan", Opera Comique i 1 akt. Imiterad efter franskan av C. Envallsson. Musiken av Fransois-Joseph Gossec. 18/4: "Cusinerne" eller "Fruntimmerssqwallret", lustspel i 3 akter, översättning. Imitation efter "Les caquets" av Marie Jeanne Niccoboni. Därefter "Hemligheten", Opera Comique i 1 akt. 30/11: "Förlikningen" eller "Brodertwisten", drama i 5 akter av August Kotzebue, övers. av Hovsekreteraren Gabriel Eurén. Sedan ges en balett. 2/12: (Recett för Karl Gustav Bonuvier) "General Slenzheim och dess Famille", skådespel i 4 akter, översättning. Därefter "Misstaget" eller "Den gamla fröken", komedi i 1 akt. |
| 1808        | Malmö      | 17 juni-18 juli. Förmodligen började Malmövistelsen något tidigare.                                                    | 19, förmodligen flera. | 17 juni: (Recett för Fredrik Wilhelm Ståhlberg) För första gången: "Selim, Prins af Algiero", skådespel i 5 akter av Jünger. Översatt av Nils Gustaf Swanelius. Därefter för första gången "den gamle Skådespelaren", komedi i 1 akt av Louis-Benoît Picard. 25 juni: För första gången: "Silfwerbrölloppet", skådespel i 5 akter av August Kotzebue. Översättning. Därefter första gången: "de Galna Giftermålen eller Kärlekens bedrägeri", komisk pantomim i 1 akt med dans. 27 juni: "Fiskaren", skådespel i 2 akter blandad med sång. Musik av Bruni. Därefter för första gången "den Redlige Wännen", komedi i 1 akt. Översättning av Carl Gabriel Schylander. 29 juni: "Fränder Wärst eller Det Westindiska Arfwet". drama i 4 akter i svenskt original av Erik Ulrik Nordforss (kan varit skrivfel med ett "E"." för förnamnet vid annonseringen. Detta passar bättre hans bror Carl Gustaf Nordforss som skrev över 60 teaterpjäser). Därefter "Crispinerne eller Twilling-Bröderne", Opera Buffa i 1 akt. Översättning av Spetz. Musik av Olof Åhlström och Pierre Joseph Lambert. 1 juli: "det Enstaka huset eller Gubben i Bergsbygden", komedi i 2 akter blandad med sång av C. Moor. Musiken av Riddaren D'Aleyrac. Därefter divertissement med dans, hörande till pjäsen. Sedan "Bildhuggaren eller den sällsynta Hustrun", komedi i 2 akter. Översättning av Lars Hjortsberg. 4 juli: Clementine och Deformes", drama i 5 akter av Monwell i översättning av greve De la Gardie, därefter för första gången "Enleveringen eller Röfvare-bandet". Pantomim i 3 akter med dans. Imiterad efter pantomimen av samma namn som spelats i Stockholm på Kongliga Opera-Theatern. 6 juli: "Den lille Matrosen", komedi i 1 akt med sång, därefter för första gången "Kusinerne eller Fruntimmers Sqvallret", lustspel i 3 akter av Carl Envaldson: Imitation efter "Les Caquers" av Riccobeni. 8 juli: Till förmån för herr Wildner: "Öfverlöparen eller Dygdens och Ädelmodets seger", drama i 5 akter av Mercier. Översättning av Didrik Gabriel Björn. Därefter första gången: "Berättaren eller de bägge Gästgifwaregårdarne", lustspel i 3 akter. Översättning av Lars Hjortsberg. 11 juli: "Den Landsförwiste eller fattigdomen och den ädla stoltheten", drama i 3 akter. Fri översättning av Mårten Alltén. Därefter ballett. 12 juli: För första gången: "De Franska Småstadsboarne", eller Tron gör Summan i det hela", lustspel i 4 akter av August Kotzebue efter det franska originalet av Louis-Benoît Picard. Därefter "Skärgårdsflickan", Opera Comique i 1 akt, imiterad efter fransyskan av Carl Envaldson. Musik av Fransois-Joseph Gossec. Måndagen 18 juli anges som sista speldag i Malmö. |
| 1808        | Linköping  | 11 dec. - 29 dec. | 12                     | 11/12: "Edward i Skottland", historiskt drama i 3 akter, efter Alexandre Duwall, av August Kotzebue. Därefter "De twänne Qwäkarne", komisk pantomim i 1 akt med balett. 12/12: "Sido-Arfwingen" eller "For-wagnen i Joigny", komedi i 5 akter, översatt från franskan. Därefter "Misstaget" eller "Den gamla fröken", lustspel i 1 akt, översatt av Mårten Altén. 15/12: "Det misslyckade, men lyckliga Rendezvouet", lustspel i 3 akter av Jünger. Översatt. Därefter "Det försonade hatet", drama i 1 akt, övers. av Carl Envallsson. 20/12: "Corsikanerne" eller "Naturens seger", drama i 4 akter av August Kotzebue, övers. av Mårten Altén. Därefter en balett. 22/12: "Den sällsynte friaren", komedi i 3 akter, övers. av Mårten Altén. Därefter "Den föregifwna skatten" eller "Akta er att lyss wid dörren", komedi i 1 akt med sång. Musik av Étienne-Nicolas Mèhul. 26/12 "Spelaren" eller " Fel och Upprättelse", drama i 5 akter av Iffland. Övers. av J. E. Broman. 29/12 "Den missbrukade Tacksamheten" eller "Så belönas Wälgerningar", komedi i 3 akter, övers. Mårten Altén. Därefter "Bildhuggaren" eller "Den sällsynta Hustrun", komedi i 3 akter, övers. av Lars Hjortzberg. |
| 1809        | Linköping  | 1 jan. - 2 febr. | 30                     | 1/1: "Helmfeldt" eller "Den återfundne sonen", drama i 5 akter, svenskt original av en hög författare (Gustav III). Tilldrar sig under Karl X med scenen förlagd vid fältmarskalk Helmfeldts gods nära Helsingborg. Därefter på begäran "Den föregifwna skatten" eller "Akta er att lyss wid dörren", komedi i 1 akt med sång. Musik av Étienne-Nicolas Mèhul. 3/1: "Grefwen av Essex", drama i 5 akter. Original av J. O. Dyk, översättning. Därefter "Hemligheten", Opera Comique i 1 akt med musik av Jean-Pierre Solié. (Inkomsten tillföll teaterhuset). 6/1: "Mathilda", drama i 5 akter av Jaques Marie Boutet de Monvel, övers. av Fru Eurén. Därefter "Modekrämerskorne", komisk pantomim i 1 akt med dans. 8/1: "Siri Brahe och Johan Gyllenstjerna", drama i 3 akter, svenskt original av samma författare som till "Helmfeldt" (Gustav III). Därefter "Crespinerne", Opera Buffa i 1 akt, övers. av skådespelaren Spetz, musiken av Olof Åhlström & Pierre Joseph Lambert. 10/1 (Recett för Nils Gustaf Svanelius) "Zelim, prins av Algier", historiskt skådespel i 5 akter av Jünger, övers. av Svanelius. Därefter "Kärlekens bedrägerier" eller "De löjliga giftermålen", pantomimbalett i 1 akt av Louis DeLand. 12/1: "Camilla" eller "Det underjordiska hwalfwet", skådespel i 3 akter med sång av Benoît-Joseph Marsollier. Översättning av Carl Envallsson. Musik av Riddaren D'Aleyrac. Därefter "Modekrämerskorne", komisk pantomim i 1 akt med dans. 15/1: "Ida af Kirchberg" eller "Frid ger sällhet, Grafven lugn", drama i 5 akter av assessor Falsén. Ämnet tagit av La Fontaines "Ida von Tockenburg". Översättning. Därefter Claudine" eller "Skoputsaren", komedi i 1 akt med dans. 17/1: (Recett för Fredrik Wilhelm Ståhlberg) "Den lille matrosen", komedi i 1 akt med sång. Därefter "Den falska blygseln", drama i 4 akter av August Kotzebue, övers. av Gabriel Eurén. 19/1: "Twå männers hustru", drama i 3 akter med balett. Övers. av Carl Wildner. Därefter "Canonikus i Majland" eller "De obudne Gesterne", lustspel i 1 akt. Översatt av skådespelaren Johan Erik Brooman. 22/1: "Banditerne", drama i 5 akter, översättning av Carl Wildner av en fransk översatt version "Robert, Chef de Brigandes" av La Martellière (Jean Henri Ferdinand Schwindenhammer) som byggde på Friedrich Schillers original "Die Räuber". Därefter "Frimuraren", komedi i 1 akt, översatt av Mårten Altén. 24/1: (Recett för Carl Wildner) "Clementine och Deformes", drama i 5 akter av Jaques Marie Boutet de Monwel (1745-1812). Därefter "Den gamle Skådespelaren" komedi i 2 akter av Louis-Benoît Picard (1769-1828). 26/1: (Recett för teaterhuset). "Mathilda", drama i 5 akter av Monwel, övers. av fru Eurén. Därefter "Den döde systersonen", lustspel i 1 akt av Kotzebue, övers. Carl Wildner. 29/1: "Engelsmännen i Amerika", drama i 4 akter av Albrecht. Fri översättning. Scenen är på en ö i Amerika. Därefter "In Promtu", lustspel i 1 akt av Mårten Altén. 31/1: (Recett för truppen) "Den fruktanswärda Domstolen" eller "Andra delen af Banditerne", drama i 5 akter. Därefter "De bägge Qwäkarne", komisk pantomim i 1 akt. 2/2: "Det enstaka huset" eller " Gubben i Bergsbyggden", komedi i 2 akter blandad med sång av C. Moor. Musiken av Riddaren D'Aleyrac. Ett tillhörande Dansdiversement kommer efteråt. Sedan "Hofrådinnan af Gyllenhalm", lustspel i 1 akt. Översättning. |
| 1809        | Norrköping | 8 febr. - 31 maj | 45                     | 8/2: "Lycksökaren", komedi i 4 akter, original av Lindegren. Därefter "Qwi, pro, quo", lustspel i 1 akt av Mårten Altén. 10/2: "Skydds-Engeln", drama i 5 akter, original av Carl Lindegren. Därefter "Den döde systerson", komedi i 1 akt av August von Kotzebue, övers. Carl Wildner. 12/2: "Det enstaka huset" eller " Gubben i Bergsbyggden", komedi i 2 akter blandad med sång av C. Moor. Musiken av Riddaren D'Aleyrac. Ett tillhörande Dansdiversement kommer efteråt. Därefter "Frimuraren" komedi i 1 akt, övers. av Mårten Altén. 15/2: "Den Fjolliga dagen" eller "Figaros bröllopp", komedi i 5 akter av Caron de Beumarchais, övers. Didrik Gabriel Björn. Med slutkupletter. 17/2: "Pharao-Banquiren" eller "Fel och Upprättelse", drama i 5 akter av August Wilhelm Iffland. Översättning av Johan Erik Brooman. 19/2: "Camilla" eller "Det underjordiska walwet", skådespel i 5 akter med sång av Benoît-Joseph Marsollier des Vivetières. Översättning av Carl Envallsson. Dedicerad till Fruntimrena. Musik av Riddare D'Aleyac. Därefter ges en balett. 22/2: "Kammar-Pagerne", komedi i 2 akter, översatt från franskan av Olof Kexél. Därefter "Crispin Medicus", komedi i 3 akter, översättning. 24/2: "Greven av Essex", drama i 5 akter. Original av J. G. Dyk, översättning. Därefter "Den blonda peruken" eller "Ack, hwad wår werld bedräglig är!", komedi i 1 akt med slutkupletter. Översättning av J. E. Broman. 26/2: "Fiskaren", skådespel i 2 akter med sång, musik av Antonio Bartolomeo Bruni. Därefter "Kapten Pouff" eller "Storprataren", komedi i 1 akt (av Olof Kexél). 1/3: "Den wärdige medborgaren" eller "Rättwisan är för alla", drama i 5 akter, översättning av Didrik Gabriel Björn. Därefter en balett. 3/3: (Recett för fru Maria Elisabet Bjur) "Barberaren i Sevilla" eller "Den fruktlösa vaksamheten", komedi i 4 akter av Pierre Augustin Caron de Beumarchais. Övers. av Didrik Gabriel Björn. Därefter "De bägge Gästgifwaregårdarne", komedi i 2 akter, övers. Lars Hjortzberg 5/3: "Den lille matrosen", komedi i 1 akt med sång. Musiken av Pierre Geveaux. Därefter "Den falska blygseln", drama i 4 akter av August Kotzebue, övers. av Gabriel Eurén. 8/3: "Land-Presten i Wakefield", drama i 5 akter, efter den engelska romanen med samma namn. Därefter "De ombytte Hattarne", komedi i 1 akt av Mårten Altén. 10/3: "Engelsmännen i Amerika", drama i 4 akter av Albrecht, fri översättning av Albrecht. Därefter "Skärgårdsflickan", Opera Comique i 1 akt, imiterad efter franskan av Carl Envalsson, musiken av Francois-Joseph Gossec. 12/3: "Cabal och Kärlek", drama i 5 akter av Friedrich Schiller, översättning. Därefter "De obudne Gästerne" eller "Canonicus i Majland", lustspel i 1 akt efter "Le Souper Imprévu, ou le Chanonie de Milan" av Alexandre Duval, översättning av J. E. Broman, med slutkupletter. 15/3: "Korsfararne", drama i 5 akter av August Kotzebue, övers. av Mårten Altén. Scenen är än i lägret vid Nicea år 1097 och än i och utanför de gästfria systrarnas kloster. 17/3: (Recett för Björkstrand) "Marcus Wimmerberg" eller "Det gyldne tålamodet", komedi i 3 akter, övers. av Barfot. Därefter "Gamle Krusenberg och Dummer-Jöns" eller "Det misslyckade frieriet", komedi i 1 akt. Imitation av en anonym. Mellan pjäserna ges en ny balett. 19/3: "Tanddoktorn", komedi i 3 akter med sång av major Carl Gustaf Nordforss. Mesta musiken av krigs-rådet Olof Åhlström. Därefter "En Turkisk balett". Därefter "Det försonande hatet", drama i 1 akt, övers. av Carl Envallsson. (Två andra pjäser var annonserade tidigare för denna dag). 22/3: "Den enleverade Fästmön" eller "Den tjenstaktige Rivalen", komedi i 3 akter, fri översättning av Mårten Altén. Därefter "Den föregifna skatten" eller "Wakta er att lyss wid dörren", komedi med sång i 1 akt. Musik av Étienne-Nicolas Mèhul. 25/3: "Den unga Philosophen" eller "Den ostadiga tankan", skådespel i 5 akter, översättning. Därefter "Hemligheten", Opera Comique i 1 akt. Musik av Jean-Pierre Solié. 26/3: "Fränder Wärst" eller "Det Westindiska arfwet", drama i 4 akter, översättning. Därefter "Den gamle Acteuren", komedi i 2 akter av Louis-Benoît Picard, översättning. PÅSK-uppehåll av säsongen. 19/4: "Målaren och Modellerna", komedi i 2 akter med sång. Därefter "Comedien in Promtu", lustspel i 1 akt, övers. Mårten Altén. 21/4: "Den okände sonen", drama i 5 akter, av v. Kotzebue. Övers. Gabriel Eurén. Därefter "Harlequin och Tunnbindaren", komisk pantomim-balett i 1 akt, av Louis Deland. 23/4 "Silfwer-brölloppet", skådespel i 5 akter av Presidenten August v. Kotzebue, övers. Därefter "De Twå Qwäkarne", komisk pantomim i 1 akt med balett. 28/5: "Rinaldo Rinaldini", skådespel i 5 akter, övers. Carl Wildner. 31/5: "Doctor Petit" eller "Operation", skådespel i 5 akter av Carl Johan Lindegren (1770-1815). Därefter ges Balett. |
| 1809        | Karlskrona | 1 okt - 5 dec. | 35 (37)                | 1/10: "Greven av Essex", drama i 5 akter. Original av J. G. Dyk, översättning. Därefter "Qwi, pro, quo", lustspel i 1 akt av Mårten Altén. Häremellan saknas uppgifter. 11/10: "Selim, prins af Algier", skådespel i 5 akter av Jünger. Översättning av Nils Gustaf Svanelius. Därefter "Den Döfwe och Dumbe"", lustspel i 1 akt. Översättning av Mårten Altén. 15/10: "Den landsflyktige" eller "Mannen med tre ansigten", drama i 3 akter av Guibert Pexerincourt. Övers. av Rhodin. Originalet är "Abelino" eller "Den store Banditen". Därefter "Crespin Medicus", komedi i 3 akter av Noël le Breton de Haute Roche (1617-1707), övers. av Andreas Widerberg. 19/10: "Före och efter brölloppet", komedi i 4 akter. Imiterat från Engelskan. Därefter "Claudine" eller "Skoputsaren", lyriskt drama i 1 akt av Antonio Bartolomeo Bruni. Översättning av Carl Lindegren. Musik av Antonio Bartolomeo Bruni. 22/10: "Ronaldo Rinaldini", skådespel i 5 akter, översättning av Carl Wildner. 26/10: "Den misslyckade uträkningen", lustspel i 4 akter av Jünger. Översättning av J. E. Broman. Därefter "Den gamlae acteuren", komedi i 2 akter av Louis-Benoît Picard. Översättning. 29/10: "Det enstaka huset" eller "Gubben i bergsbygden", komedi i 2 akter av C. Moor. Musik av Riddaren D'Aleyrac utförd av amatörorkester. Mellan pjäserna ett Dansdiversement hörande till förpjäsen. Därefter "Den redlige vännen", komedi i 1 akt. Översättning. 2/11 (Recett för Fru Maria Elisabet Bjur) "Twå Männers Hustru", drama i 3 akter med dans. Därefter Dansdiverssement med Basker, Kosacker, Savojarer och Träskor komponerat av J. F. Björkstrand. 5/11: "Målaren och Modellerna", komedi i 2 akter med sång. Översättning av majoren Carl Gustaf Nordforss. Musiken av Étienne-Nicolas Mèhul. Därefter "Comedien in Promtu", lustspel i 1 akt, översättning från franskan av Mårten Altén. 9/11: "Skyddsängeln", drama i 5 akter, original av Carl Johan Lindegren. Därefter ges balett. 11/11: "Strumpstickorna", drama i 4 akter av August Kotzebue. Övers. Carl Wildner. Därefter "Hemligheten", Opera Comique i 1 akt. Musik av Jean-Pierre Solié som spelas av amatörorkester. 16/11: (Recett för herr Levin) "Den lilla matrosen", komedi med sång i 1 akt. Därefter "Cousinerne" eller "Famille-Sqwallret", komedi i 3 akter av Carl Magnus Enwallsson. 19/11: "Sanningens belöning", drama i 5 akter av August Kotzebue. Översättning. Därefter "Skönheten på öfwerblefwna chartan", komedi i 1 akt. 21/11: (Recett för truppen) "Grefwarne Klingsberg", komedi i 4 akter av August Kotzebue. Övers. av Carl Wildner. Därefter "Enleveringen" eller "Röfware-Bandet", pantomim i 3 akter. 23/11: "Grefwen af Oldsbach", eller "Den bepröfwade dygden", drama i 5 akter, fri översättning av Didrik Gabriel Björn. Därefter "Den obetänksamme" eller "Narrade Abbén", komedi i 1 akt., översättning Didrik Gabriel Björn. 26/11: "Den Fjolliga dagen" eller "Figaros bröllopp", komedi i 5 akter av Caron de Beumarchais, övers. Didrik Gabriel Björn. Med slutkupletter. 28/11: (Föreställning för insamling av medel till stadens fattige) "Den tjenstaktige rivalen" eller "Den enleverade fästmön", komedi i 3 akter av Jünger. Fri översättning av Mårten Altén. Därefter "Så går det till", original av Qvilströmer med slutkupletter. 30/11: "Arlequin, Kejsare i Månan", fars i 3 akter. Översättning av Lars Hjortsberg. Därefter på begäran: "Skönheten på öfwerblefwna chartan", komedi i 1 akt. 3/12: "Folke Birgersson till Ringstad", historiskt skådespel i 3 akter med sång av H. Olof Kexél. Musik av Riddaren D'Aelyrac. Historien tilldragen ca. 1229 runt Ringstad slott i Östergötland under Knut den Långe av Folkunga-ätten och Erik den Läspes tid. Därefter ges balett. 5/12: "Målaren och Modellerna", komedi med sång i 2 akter, övers. av Major Carl Gustaf Nordforss. Musik av Étienne-Nicolas Mèhul. Därefter "Bägge Crespinerne", Opera Buffa i 1 akt, övers. av skådespelaren Spetz, musiken av Olof Åhlström & Pierre Joseph Lambert. (Den 9 december åkte truppen vidare). |
| 1809        | Linköping  | 17 dec. - 28 dec. | 8                      | 17/12: "Grefwen af Oldsbach", eller "Den bepröfwade dygden", drama i 5 akter, fri översättning av Didrik Gabriel Björn. Därefter "Testamentet", drama i 1 akt. 21/12: "Kammarpagerne", skådespel i 2 akter, översättning från franskan av H. Olof Kexél. Baserat på verklig händelse under konung Fredrik II i Preussen. Därefter "Crespin Medicus", komedi i 3 akter av Noël le Breton de Haute Roche (1617-1707), övers. av Andreas Widerberg. 22/12: (Resett för mademoiselle Charlotta Sandberg) "Han blandar sig i allt", lustspel i 5 akter, övers. Mårten Altén. Därefter Turkisk Balette. 26/12: "Den tjenstaktige Riwalen", komedi i 3 akter av Jünger, fri översättning av Mårten Altén. Därefter "Skönheten på öfwerblefwna kartan", komedi i 1 akt. 28/12: "Cabal och Kärlek", drama i 5 akter av Friedrich Schiller. Översättning. |
| 1810        | Linköping  | 1 jan - 2 feb. | 27                     | 1/1: "Målaren och Modellerna", komedi med sång i 2 akter, övers. av Major Carl Gustaf Nordforss. Musik av Étienne-Nicolas Mèhul. Därefter "Hofrådinnan af Gyllenhalm", komedi i 1 akt. 3/1: "Berättaren" eller "De twå Gästgifwaregårdarne", komedi i 3 akter, imitation av "Le Conteur", övers. av Lars Hjortzberg. Därefter "Den ondsinta hustrun", komedi i 1 akt med sång. 7/1: "Folke Birgersson till Ringstad", historiskt skådespel i 3 akter med sång av H. Olof Kexél. Musik av Riddaren D'Aelyrac. Historien tilldragen ca. 1229 runt Ringstad slott i Östergötland under Erik den Läspes tid. Därefter "Enklingen" eller " Allt har en öfwergång", Proverbe Dramatique i 1 akt. 9/1: (Recett för Nils Gustaf Svanelius (1779-1813)) "Silfwer-Brölloppet", drama i 5 akter av Kotzebue. Därefter "Harlequin och Tunnbindaren", komisk pantomim i 1 akt av Louise DeLand. 11/1: "Skrifpulpeten" eller "Ungdomens faror", drama i 5 akter av Kotzebue. Översatt. Därefter "Den unga Enkan", komedi i 1 akt. 14/1: "Rinaldo Rinaldini", skådespel i 5 akter, övers. av Carl Wildner. 16/1: (Recett för Fredrik Wilhelm Ståhlberg) "Målaren och Modellerna", Opera Comique i 2 akter. Därefter "Den knarrige", komedi i 3 akter. 18/1: "Ludovico di Parma", drama i 3 akter, övers. från tyskan av Auditör Eriksson. Därefter "Den föregifna skatten" eller "Wakta er att lyss wid dörren", komedi med sång i 1 akt. Musiken av Étienne-Nicolas Mèhul. 21/1 "Aurora" eller "Andebeswärjelsen", skådespel i 5 akter av Greve von Soden, övers. av Auditör Eriksson. Därefter "Hemligheten", komedi i 1 akt med sång. Musik av Jean-Pierre Solié. 23/1: (Recett för Carl Wildner) "Bröllopps-gåfwan", drama i 5 akter av A. Wilhelm Iffland. Därefter "Diedrich von Menschenschreck" eller "Den narrade juden", lustspel i 1 akt. 24/1: "Bröllopps-gåfvan", drama i 5 akter av A. W. Iffland. Därefter "Diedrich von Menchenschreck" eller "Den narrade Juden", lustspel i 1 akt. 25/1: "Den Fjolliga dagen" eller "Figaros bröllopp", komedi i 5 akter av Caron de Beumarchais, övers. Didrik Gabriel Björn. Med slutkupletter. 29/1: "Wexeln" eller "En rik Enka blir inte alltid gift genom Kontanter", komedi i 4 akter av Jünger. Övers. Carl Wildner. Därefter "Kometen" eller "Verldens undergång", fars i 1 akt av A. W. Iffland, övers. Erik Wilhelm Djurström. 1/2: "Pharao-Banquiren" eller "Fel och Upprättelse", drama i 5 akter. Övers. J. E. Broman. 2/2: "Pasquillanten", drama i 2 akter av Jünger. Anonym översättare. Därefter "Fränder Wärst" eller "Det Westindiska arfwet", drama i 4 akter, övers. av Major Carl Gustaf Nordforss. |
| 1810        | Norrköping | 9 feb -15 april | 44                     | 9/2: "Pharao-Banquiren", drama i 5 akter av A. W. Iffland.. Övers. J. E. Broman. 11/2: "Den landsflyktige" eller "Mannen med tre ansigten", drama i 3 akter av Guibert Pexerincourt. Övers. av Rhodin. Därefter "Cometen" eller "Werldens undergång", fars i 1 akt av Wilhelm Iffland, översättning. 15/2: "Motgång på Motgång", komedi i 3 akter, övers. Mårten Altén. Därefter "Borgmästaren och Borgmästarinnan", komedi i 1 akt, övers. Didrik Gabriel Björn. 18/2: "Papegojan" eller "Älska och Far Fosterland", drama i 3 akter. Därefter "Änklingen" eller "Allt har en öfwergång", Proverbe Dramatique i 1 akt. 22/2: "Sido-Arfwingen" eller "For-wagnen i Joigny", komedi i 5 akter, översatt från franskan. Därefter "Den obetänksamma" eller "Den narrade Abbén", komedi i 1 akt. 25/2: "Fränder wärst" eller "Det Westindiska arfwet", drama i 4 akter. Därefter "Profwet" eller "Den unge Bruks-Patron", komedi i 1 akt. 1/3: "Selim, prins af Algier", skådespel i 5 akter av Jünger. Översättning. Därefter "Den förmente prinsen", komedi i 1 akt med sång. Musik av Wentzel Müller. 4/3: "Aurora" eller "Andebeswärjelsen", skådespel i 5 akter av Greve von Soden. Översättning av Auditören Ericsson. Därefter "Diedrich von Menschenschreck" eller "Den narrade juden", lustspel i 1 akt. 8/3: "Landtboarne i Paris", komedi i 4 akter. Översättning. (Det upplystes att denna pjäs aldrig spelats i Sverige och att den inte skulle misstas med andra pjäser med liknande namn). Därefter "Hans Nåd och Sotarn", lustspel i 1 akt. 11/3: "Rinaldo Rinaldini", skådespel i 5 akter, övers. av Carl Wildner. Pjäsen hade många byten av dekorationerna. 13/3: (Recett för fru Maria Elisabet Bjur) "Äktenskapsskillnaden", drama i 2 akter. Därefter "Bildthuggaren" eller " Den sällsynta hustrun", komedi i 2 akter. därefter "Hemligheten", Opera Comique i 1 akt. 15/3: "Dunkla äro hämdens wägar" eller "Andra delen av Aurora", skådespel i 5 akter av Greve von Soden. Översättning av Auditören Ericsson. Därefter "Den förmente prinsen", komedi i 1 akt med sång. Musik av Wentzel Müller. 18/3: "Corsfararne", drama i 5 akter av August von Kotzebue., översatt av Mårten Altén. 20/3: (Recett för Karl Gustav Bonuvier) "Överlöparen" eller "Dygdens och Ädelmodets seger", drama i 5 akter av Louis-Sébastien Mercier, översättning av Didrik Gabriel Björn. Därefter "Skönheten på öfwerblefna chartan", lustspel i 1 akt. 22/3: "Ludovico di Parma", drama i 3 akter, övers. från tyskan av Auditör Eriksson. Därefter "Crespin Medicus", komedi i 3 akter av Noël le Breton de Haute Roche (1617-1707), övers. av Andreas Widerberg. 25/3: "Johanna af Montfaucon", historiskt dramatiserat skådespel i 14:e århundradet i 5 akter av August von Kotzebue. Översättning av Gabriel Eurén. 29/3: "Banditerne", drama i 5 akter, översättning av Carl Wildner av en fransk översatt version "Robert, Chef de Brigandes" av La Martellière (Jean Henri Ferdinand Schwindenhammer) som byggde på Friedrich Schillers original "Die Räuber". 1/4: "Leonora" eller "Den farliga skogen", drama i 3 akter. Översättning av Carl Gustaf Nordforss. Därefter "Den redlige vännen", komedi i 1 akt. Översättning av Över-inspektor Carl Schylander. 3/4: (Recett för Fredrik Wilhelm Ståhlberg) "Byn i Bergena", komedi i 2 akter med kupletter av August von Kotzebue. Därefter "Skönheten på öfwerblefna chartan", lustspel i 1 akt. Därefter "Den förmente prinsen", komedi i 1 akt med sång. Musik av Wentzel Müller. 5/4: "Bröllopps-gåfwan" eller "Den sällsynta broderkärleken", drama i 5 akter av Andreas Widerberg. Därefter "Småstads-Fruntimmerna" eller "Som man är klädd blir man hädd", komedi i 1 akt. Översättning av Crawallius. 8/4: "Före och efter brölloppet" eller " Den förställda enfaldigheten", komedi i 4 akter, efter engelskan. Därefter "Misstaget" eller "Den gamla fröken", lustspel i 1 akt, av Mårten Altén. 10/4: (Recett för truppen) "Den knarrige", komedi i 3 akter. Därefter "Den ondsinta hustrun", komedi i 1 akt med sång. 12/4: "Folke Birgersson till Ringstad", historiskt skådespel i 3 akter med sång av H. Olof Kexél. Musik av Riddaren D'Aelyrac. Historien tilldragen ca. 1229 runt Ringstad slott i Östergötland under Erik den Läspes tid. Därefter "Så går det till", komedi i 1 akt med kupletter. Original av vice-auditör Qwilströmmer. 15/4: "Målaren och Modellerna", komedi med sång i 2 akter, övers. av Major Carl Gustaf Nordforss. Musik av Étienne-Nicolas Mèhul. Därefter "Testamentet", drama i 1 akt av August von Kotzebue. |
| 1810        | Karlskrona | 29 april - 29 maj | 20                     | 29/4: "Byn i Bergena", komedi i 2 akter med slutkupletter av August von Kotzebue. Översättning. Därefter "Den knarrige", komedi i 3 akter, övers. av Lars Hjortsberg. 2/5: "Banditerne", drama i 5 akter, översättning av Carl Wildner av en fransk översatt version "Robert, Chef de Brigandes" av La Martellière (Jean Henri Ferdinand Schwindenhammer) som byggde på Friedrich Schillers original "Die Räuber". Därefter "Den förmente prinsen", komedi i 1 akt, med sång. Musik av Wentzel Müller. 4/5: "Bröllopps-gåfwan", drama i 5 akter av A. Wilhelm Iffland. Från tyskan, övers. av Direktör Andreas Widerberg. 6/5: "Korsfararne", drama i 5 akter av August Kotzebue, övers. av Mårten Altén. Scenen är än i lägret vid den av Korshären belägrade staden Nicea år 1097 och än i och utanför de gästfria systrarnas kloster i närheten. 8/5: "Målaren och Modellerna", komedi med sång i 2 akter, övers. av Major Carl Gustaf Nordforss. Musik av Étienne-Nicolas Mèhul. Därefter "Kärlek och Pligt", komedi i 1 akt. Översättning. 10/5: "Pegasenhjelm" eller "Det oskyldiga bedrägeriet", komedi i 3 akter. Översättning av Didrik Gabriel Björn. Därefter "Den unga änkan", komedi i 1 akt. 14/5: "William Lanzelot, Korsar af England", skådespel i 5 akter av Johann Ernst Daniel Bornschein (1774-1838), övers. av Carl Wildner. 15/5: (Recett för Fru Eva Regina Wildner) "Clementine och Deformes", drama i 5 akter av Jacques Marie Boutet de Monvel. Därefter "Kvinnorna och Förtroendet", Opera Comique med sång, utförd med assistans av manliga amatörer. 20/5: "Ida af Kirchberg" eller "Frid ger sällhet, Grafven lugn", drama i 5 akter av assessor Falsén. Ämnet tagit av La Fontaines "Ida von Tockenburg". Översättning. 24/5: (Recett för Fredrik Wilhelm Ståhlberg) "Juden", komedi i 5 akter. Därefter "Nyårs-Natten", komedi i 1 akt. 27/5: "Fiskaren", skådespel i 2 akter blandat med sång. Musik av Antonio Bartolomeo Bruni. Händelsen tilldrar sig i Bergslagen i Dalarna vid den tid då kristendomen infördes i Sverige. Därefter "Hans nåd och Sotaren", lustspel i 1 akt. Översättning. 29/5: "Kabal och Kärlek", drama i 5 akter av Friedrich Schiller, fri översättning. Därefter "Den föregivna skatten", komedi i 1 akt med sång. Musik av Étienne-Nicolas Mèhul utförs av amatörorkester. 31/5: "Leonora" eller "Den farliga skogen", skådespel i 3 akter. Därefter "De objudne gästerna" av Alexandre Duval. Översättning med kupletter. Mellan pjäserna solodans av Mamsell Ingrid Maria Söderberg, fosterdotter till Johan Peter Lewenhagen. (Denna föreställning blev inställd av okänd anledning. Lewenhagen annonserade om refundering av pengarna. Det hade annonserats fortsättning av pjäserna till den 14 juni, men detta blev abrupt inställt och J. P. Lewenhagen annonserade också efter att få hyra en vagnbod för ett år för två packvagnar och en del koffertar. Så det låter som något hänt som avbrutit alltihopa). |
| 1811 - 1812 | Karlskrona | 19 dec. - 22 mars. | 29                     | 19/12: Lewenhagen har nu en annan typ av föreställningar med lindans, transparenter och en eller två mindre pjäser varje gång.Detta under rubriken "Skuggspel": Ett Diversement Lindans. Därefter "Bonden och Tysken", komedi i 1 akt. Efteråt Brillianterende Transparanter. 22/12: Ett Diversement Lindans. Därefter "Den förmente Prinsen", komedi i 2 akter. Efteråt Brillianta Transparenter. 26/12: Ett Diversement Lindans. Därefter "Mjölnaren" eller "Rövare-Bandet", komedi i 1 akt. Därefter "Lejonfångsten" eller "Jägaren och Hjorten". Efteråt Transparenter. 29/12: Ett Diversement Lindans. Därefter "Fiskaren", skådespel i 2 akter. Efteråt Transparenter. 5/1: "Fiskaren", skådespel i 2 akter. Därefter "Den lille Matrosen", komedi i 1 akt. Efteråt Transparenter. 6/1: "Målaren och Modellerna", komedi i 2 akter. Därefter Lindans. Slutligen Transparenter. 12/1: "Prins Carl Augusts begravning, som skedde i Stockholm", sorgespel i 2 akter. Därefter "Lejonfångsten" eller "Jägaren och Hjorten", komedi i 1 akt. Slutligen Lindans och sedan Transparenter. 19/1: "Prins Carl Augusts begravning, som skedde i Stockholm", sorgespel i 2 akter. Därefter "Den förmente Prinsen", komedi i 2 akter. Därefter "Bonden och Tysken", komedi i 1 akt. Slutligen Transparenter. 23/1: "Slaget vid Hogland" i 2 akter. Därefter "Lilla matrosen" i 1 akt. Slutligen Lindans och flera Transparenter. 26/1: "Fiskaren", skådespel i 2 akter. Sedan "Prins Carl Augusts begravning, som skedde i Stockholm", sorgespel i 2 akter. Sedan Lindans och sist Transparenter. 2/2: "Målaren och Modellerna", komedi i 2 akter. Sedan "Mjölnaren" eller "Rövare-Bandet", komedi i 1 akt. Sedan Diversement Lindans och slutligen Transparenter. 9/2: "Prins Carl Augusts begravning, i två akter. Därefter "Lilla matrosen" i 1 akt. Därefter "Bonden och Tysken", komedi i 1 akt. Slutligen Lindans och flera Transparenter. 22/2: "Prins Carl Augusts begravning, som skedde i Stockholm", sorgespel i 2 akter. Sedan "Mjölnaren" eller "Rövare-Bandet", komedi i 1 akt. Därefter "Lejonfångsten" eller "Jägaren och Hjorten", komedi i 1 akt. Slutligen Lindans och sedan Transparenter. 27/2: "Prins Carl Augusts begravning, i två akter. Därefter "Gubben i bergsbygden", i 2 akter. Slutligen Lindans och sedan Transparenter. 1/3: "Gubben i bergsbygden", i 2 akter. Därefter "Lejonfångsten" eller "Jägaren och Hjorten", komedi i 1 akt. Slutligen Lindans och sedan Transparenter. 8/3: "Skuggspel" visas med stora förändringar. 15/3: "Skuggspel" visas med stora förändringar. 21/3 & 22/3: "Skuggspel" visas sista gångerna. |